# Ni Persei
Ni Persei (ν Per / 41 Persei / HD 23230) es una estrella de magnitud aparente +3,78 situada en la constelación de Perseo.
Se encuentra a 556 años luz de distancia del sistema solar.
Ni Persei es una gigante luminosa —catalogada también como supergigante— de tipo espectral F5II cuya temperatura superficial es de 6600 K.
Brilla con una luminosidad 711 veces mayor que la luminosidad solar y tiene un radio 21 veces más grande que el del Sol.
Su velocidad de rotación proyectada de 47 km/s —elevada para una estrella de sus características— da lugar a un período de rotación de 22 días como máximo.
Su masa es de 4,5 masas solares y nació hace unos 120 millones de años como una estrella blanco-azulada de la secuencia principal de tipo B5.
Ni Persei tiene una compañera estelar visualmente separada de ella 32 segundos de arco.
Denominada Ni Persei B (BD+42 815B), su brillo corresponde al de una enana amarilla de tipo G2 semejante al Sol.
Su distancia respecto a la brillante gigante es de al menos 5400 UA.
Una tercera estrella más tenue —llamada Ni Persei E— puede también formar parte del sistema.